# گیل دیورس
یولاندا گیل دیورز (/ˈdiːvərz/ DEE-vərz;[2] زاده ۱۹ نوامبر ۱۹۶۶) دوومیدانی بازنشسته آمریکایی است که در ۶۰ متر، ۶۰ متر با مانع، ۱۰۰ متر و ۱۰۰ متر با مانع رقابت کرد. یکی از بزرگترین و پرافتخارترین دوندگان سرعت زن در تمام دوران، او در سال های 1993، 1997 و 2004 قهرمان داخل سالن جهان در 60 متر بود، در حالی که در 60 متر با مانع، قهرمان مسابقات داخل سالن جهان در سال 2003 و مدال نقره 2004 بود. در 100 متر، او دومین زن در تاریخ است که از عنوان المپیک 100 متر دفاع می کند و در المپیک 1992 و 1996 طلا کسب کرده است. او همچنین قهرمان جهان در سال 1993 در این رویداد بود و اولین دونده زن بود که به طور همزمان عناوین جهانی و المپیک را در 100 متر به دست آورد.[3] در دوی 100 متر با مانع، قهرمان جهان در سال های 1993، 1995 و 1999 و دارنده مدال نقره جهان در سال های 1991 و 2001 بود. در سال 2011، او به تالار مشاهیر دوومیدانی ملی راه یافت.